# Liste der Baudenkmäler in Irchenrieth

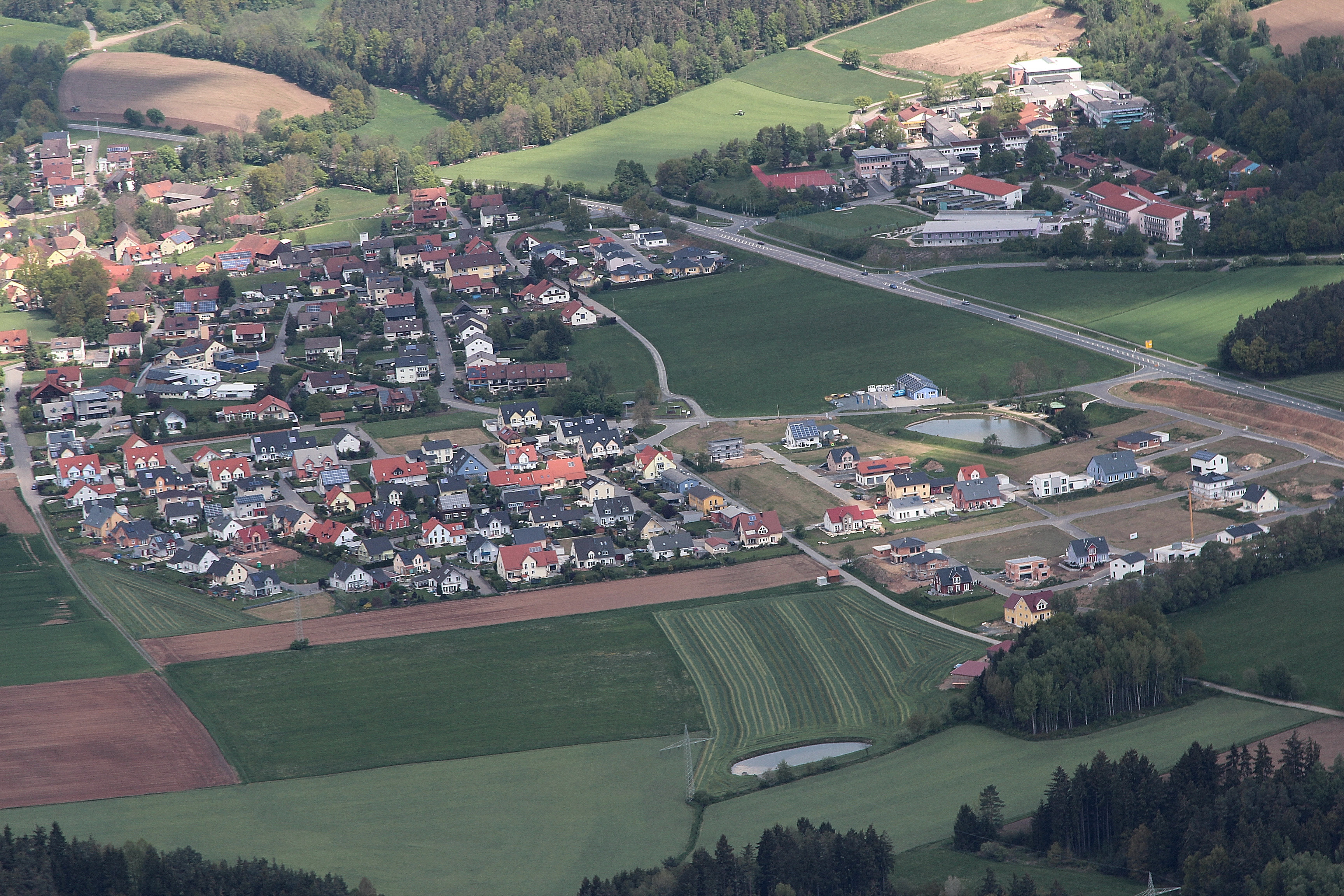
Irchenrieth aus der Luft

Auf dieser Seite sind die Baudenkmäler in der Oberpfälzer Gemeinde Irchenrieth zusammengestellt. Diese Tabelle ist eine Teilliste der Liste der Baudenkmäler in Bayern. Grundlage ist die Bayerische Denkmalliste, die auf Basis des Bayerischen Denkmalschutzgesetzes vom 1. Oktober 1973 erstmals erstellt wurde und seither durch das Bayerische Landesamt für Denkmalpflege geführt wird. Die folgenden Angaben ersetzen nicht die rechtsverbindliche Auskunft der Denkmalschutzbehörde.

## Baudenkmäler
| Lage                                             | Objekt                                        | Beschreibung | Akten-Nr.             | Bild           |
| ------------------------------------------------ | --------------------------------------------- | --- | --------------------- | -------------- |
| Landrat-Christian-Kreuzer-Straße 4 (Standort)    | Katholische Kirche St. Barbara                | Chorturmkirche, Saalkirche mit Walmdach und eingezogenem Rechteckchor, Chorturm mit Spitzhelm, ursprünglich bezeichnet „1724“, Westportal bezeichnet „1803“, Turm älter; mit Ausstattung | D-3-74-127-1 Wikidata | weitere Bilder |
| Nähe Landrat-Christian-Kreuzer-Straße (Standort) | Ortskapelle                                   | Steildachbau, vierseitig geschlossen, 19. Jahrhundert; mit Ausstattung | D-3-74-127-2 Wikidata | BW             |
| Nähe Leuchtenberger Straße (Standort)            | Wegkapelle                                    | Kleiner Steildachbau, dreiseitig geschlossen, wohl 19. Jahrhundert; mit Ausstattung | D-3-74-127-3 Wikidata | BW             |
| Lochteile (Standort)                             | Brunneneinfassung, sogenanntes Johannesbrünnl | Drei Granitbildstöcke mit Bildnischen, durch Querbalken verbunden, Bekrönung mit Gusseisenkreuz, bezeichnet mit „1870“                                                                   | D-3-74-127-4 Wikidata | BW             |
| Lochteile (Standort)                             | Dorfkreuz                                     | Holzkruzifix mit Beifigur, Figuren farbig gefasst, wohl 19. Jahrhundert, Kreuz erneuert                                                                                                  | D-3-74-127-6 Wikidata | BW             |